# .chn
.chn，中国成都大贝多物联网研究院（曾用名：成都市通达化学研究所）、重庆域六名物联网科技有限公司声称拥有的“物联网顶级域名”，但其未被写入全球根域名库，未在互联网号码分配局登记。2019年8月28日，福建省互联网域名服务协会向中华人民共和国工信部、中共中央网信办对其投诉。

## 历史及争议
2019年5月17日，观察者网发布了一篇题为《我国自主知识产权的“.chn”域名亮相，核心技术不再受制于人》的文章，文章称在重庆举行的2019年中国云计算和物联网大会上，首次展示了“.chn”网络域名及相关物联网商用平台。文中说，以.chn域名为基础的新一代物联网为“全球第二套计算机通信网络系统”、“全球第二套互联网”，由国内多个机构研发20多年而成。文章还称该平台在这个大会上“完成了总计5亿元的A+轮融资签约，用于建设我国333个地级市物联网中枢站”。文章结尾处署名为“综合自央视网、科技日报、天涯论坛、人民网强国论坛”，带有“新华网报道”等字眼。但截止2019年8月，在新华网搜索，并未搜索到任何结果。目前，观察者网已经删除该文章，直接访问会自动跳转至首页，但新浪新闻的转载仍被保留，《环球时报》微信公众号和凤凰网也于5月18日转载此文。
2019年5月21日，一篇关于冒充2019中国云计算和物联网大会的申明发布在其官网上，该声明表示，大会并未在任何场合发布或授权发布.chn域名及相关信息，四川诚平网络科技有限公司（控股重庆域六名物联网科技有限公司）只是大会的参会企业。
北京时间2019年8月26日10时，在重庆国际智博会上，.chn域名开放注册，用户可前往官网进行注册。同日，中华网和中国青年网的一篇文章中声称，新一代物联网“是中国自主研发的全球第二套互联网，能兼容运行美国英特网”、“已获ISO/IEC未来网络国际标准，具备互联网母根和主根等核心技术”。值得注意的是，在中国青年网文章的最后有一则免责声明，称“投资者据此操作，风险自担”。
2019年8月28日，福建省互联网域名服务协会向中华人民共和国工信部、中共中央网信办递交了《关于针对“.chn域名”涉嫌诈骗行为的检举》，认为.chn域名在多个方面存在诈骗现象，包括虚构供货商、虚假宣传、诱导消费者注册等。这篇检举文章通过举证和引用法律，认为.chn域名通过搭建简单的代理网站，并散发虚假宣传广告诱导消费者注册，构成虚假宣传，呼吁工信部、网信办“予以严查和取缔”。对此，.chn域名官网于8月31日回应称“中国自主的新一代物联网域名不是美国因特网域名，请认真阅读本站物网科普等详细说明后再决定是否注册”，并表示“如果恶意破坏中国自主创新，本站将收集证据，进行法律追诉”。
2019年11月11日，重庆域六名物联网科技有限公司称，将在11月15日与十进制网络标准工作组一同参加未来网络IPV9、.chn域名的展示，同时楼培德、张庆松将出席做演讲，还表示.chn域名可增值几千倍。
2019年11月20日，重庆域六名物联网科技有限公司CEO龚格在一篇名为《未来网络IPV9宣布落地组网》的文中声称，其电脑支持未来网络示范应用，包括未来网络IPV9超大静态IP网址空间、“.CHN”国产顶级域名。